# Collegio elettorale di Orvieto (Camera dei deputati)
Il collegio di Orvieto fu un collegio elettorale uninominale della Repubblica Italiana per l'elezione della Camera dei deputati. Apparteneva alla circoscrizione Umbria e fu utilizzato per eleggere un deputato nella XII, XIII e XIV legislatura.
Venne istituito nel 1993 con la cosiddetta Legge Mattarella (Legge n. 277, Nuove norme per l'elezione della Camera dei deputati), attuata in seguito al referendum abrogativo del 1993. La legge istituì per la Camera dei deputati e per il Senato della Repubblica un sistema di elezione misto, in parte maggioritario e in parte proporzionale. Il 75% dei parlamentari dell'assemblea veniva eletto in collegi uninominali tramite sistema maggioritario a turno unico; il restante 25% alla Camera veniva eletto tramite sistema proporzionale con liste bloccate.
Il collegio venne abolito insieme a tutti gli altri che costituivano la Camera con la promulgazione della legge elettorale successiva, la cosiddetta Legge Calderoli. Questa prevedeva un sistema proporzionale con premio di maggioranza, che alla Camera veniva attribuito a livello nazionale.

## Territorio
Il collegio di Orvieto era uno dei 7 collegi uninominali in cui era suddivisa l'Umbria e, come previsto dal D.Lgs. del 20 dicembre 1993 n. 536, era compreso nelle province di Perugia e di Terni e comprendeva i seguenti comuni: Acquasparta, Allerona, Alviano, Amelia, Attigliano, Avigliano Umbro, Baschi, Calvi dell'Umbria, Castel Giorgio, Castel Viscardo, Città della Pieve, Fabro, Ficulle, Giove, Guardea, Lugnano in Teverina, Montecastrilli, Montecchio, Montegabbione, Monteleone d'Orvieto, Narni, Orvieto, Otricoli, Parrano, Penna in Teverina, Porano, San Gemini e San Venanzo.

## Eletti
| Elezione | Elezione | Deputato           | Partito            |
| -------- | -------- | ------------------ | ------------------ |
|          | 1994     | Giuseppe Giulietti | Progressisti (Ind) |
|          | 1996     | Francesco Giordano | Progressisti (PRC) |
|          | 2001     | Katia Bellillo     | L'Ulivo (PdCI)     |

## Dati elettorali

### XII legislatura

#### Risultati proporzionale
| Coalizioni        | Coalizioni                      | Liste                                 | Liste                              | Voti   | %     |
| ----------------- | ------------------------------- | ------------------------------------- | ---------------------------------- | ------ | ----- |
|                   | Progressisti                    |                                       | Partito Democratico della Sinistra | 28.622 | 35,22 |
|                   | Progressisti                    | Rifondazione Comunista                | 7.690                              | 9,46   |       |
|                   | Progressisti                    | Partito Socialista Italiano           | 2.648                              | 3,26   |       |
|                   | Progressisti                    | Federazione dei Verdi                 | 1.760                              | 2,17   |       |
|                   | Progressisti                    | Alleanza Democratica                  | 1.057                              | 1,30   |       |
|                   | Progressisti                    | Movimento per la Democrazia - La Rete | 521                                | 0,64   |       |
| Totale coalizione | Totale coalizione               | 42.298                                | 52,05                              |        |       |
|                   | Polo del Buon Governo           |                                       | Alleanza Nazionale                 | 13.487 | 16,60 |
|                   | Polo del Buon Governo           | Forza Italia                          | 11.709                             | 14,41  |       |
| Totale coalizione | Totale coalizione               | 25.196                                | 31,01                              |        |       |
|                   | Patto per l'Italia              |                                       | Partito Popolare Italiano          | 8.524  | 10,49 |
|                   | Patto per l'Italia              | Patto Segni                           | 4.804                              | 5,91   |       |
| Totale coalizione | Totale coalizione               | 13.328                                | 16,40                              |        |       |
|                   | Socialdemocrazia per le Libertà | Socialdemocrazia per le Libertà       | Socialdemocrazia per le Libertà    | 445    | 0,55  |
| Totale            | Totale                          | Totale                                | Totale                             | 81.267 |       |

#### Risultati uninominale
|                               | Giuseppe Giulietti ✔️ Eletto | Progressisti                                               | 38 000 | 47,86 |  |  |  |  |  |
|                               | Riccardo Pongelli            | Polo del Buon Governo (FI - AN - CCD - Uniti per l'Umbria) | 27 721 | 34,91 |  |  |  |  |  |
|                               | Antonino Campagna            | Patto per l'Italia                                         | 13 682 | 17,23 |  |  |  |  |  |
| Totale                        | Totale                       | Totale                                                     | 79 403 | 100   |  |  |  |  |  |
|                               |                              |                                                            |        |       |  |  |  |  |  |
| Fonte: Ministero dell'interno |                              |                                                            |        |       |  |  |  |  |  |

### XIII legislatura

#### Risultati proporzionale
| Coalizioni        | Coalizioni          | Liste                                     | Liste                              | Voti   | %     |
| ----------------- | ------------------- | ----------------------------------------- | ---------------------------------- | ------ | ----- |
|                   | L'Ulivo             |                                           | Partito Democratico della Sinistra | 26.940 | 33,72 |
|                   | L'Ulivo             | Popolari per Prodi (PPI-SVP-PRI-UD-Prodi) | 4.969                              | 6,22   |       |
|                   | L'Ulivo             | Rinnovamento Italiano                     | 3.692                              | 4,62   |       |
|                   | L'Ulivo             | Federazione dei Verdi                     | 1.454                              | 1,82   |       |
| Totale coalizione | Totale coalizione   | 37.055                                    | 46,38                              |        |       |
|                   | Polo per le Libertà |                                           | Alleanza Nazionale                 | 15.792 | 19,77 |
|                   | Polo per le Libertà | Forza Italia                              | 12.249                             | 15,33  |       |
|                   | Polo per le Libertà | CCD-CDU                                   | 4.368                              | 5,47   |       |
| Totale coalizione | Totale coalizione   | 32.409                                    | 40,57                              |        |       |
|                   | Progressisti        |                                           | Rifondazione Comunista             | 9.845  | 12,32 |
|                   | Lega Nord           | Lega Nord                                 | Lega Nord                          | 576    | 0,72  |
| Totale            | Totale              | Totale                                    | Totale                             | 79.885 |       |

#### Risultati uninominale
|                               | Francesco Giordano ✔️ Eletto | Progressisti        | 41 286 | 54,65 |  |  |  |  |  |
|                               | Carlo Legittimo              | Polo per le Libertà | 34 267 | 45,35 |  |  |  |  |  |
| Totale                        | Totale                       | Totale              | 75 553 | 100   |  |  |  |  |  |
|                               |                              |                     |        |       |  |  |  |  |  |
| Fonte: Ministero dell'interno |                              |                     |        |       |  |  |  |  |  |

### XIV legislatura

#### Risultati proporzionale
| Coalizioni        | Coalizioni              | Liste                                 | Liste                   | Voti   | %     |
| ----------------- | ----------------------- | ------------------------------------- | ----------------------- | ------ | ----- |
|                   | L'Ulivo                 |                                       | Democratici di Sinistra | 20.998 | 26,91 |
|                   | L'Ulivo                 | La Margherita (Dem - PPI - RI- UDEUR) | 10.151                  | 13,01  |       |
|                   | L'Ulivo                 | Il Girasole (FdV - SDI)               | 1.799                   | 2,31   |       |
|                   | L'Ulivo                 | Comunisti Italiani                    | 1.741                   | 2,23   |       |
| Totale coalizione | Totale coalizione       | 34.689                                | 44,46                   |        |       |
|                   | Casa delle Libertà      |                                       | Forza Italia            | 16.200 | 20,76 |
|                   | Casa delle Libertà      | Alleanza Nazionale                    | 12.946                  | 16,59  |       |
|                   | Casa delle Libertà      | CCD-CDU                               | 2.008                   | 2,57   |       |
|                   | Casa delle Libertà      | Nuovo PSI                             | 1.298                   | 1,66   |       |
| Totale coalizione | Totale coalizione       | 32.452                                | 41,58                   |        |       |
|                   | Rifondazione Comunista  | Rifondazione Comunista                | Rifondazione Comunista  | 5.587  | 7,16  |
|                   | Lista Pannella - Bonino | Lista Pannella - Bonino               | Lista Pannella - Bonino | 2.479  | 3,18  |
|                   | Lista Di Pietro         | Lista Di Pietro                       | Lista Di Pietro         | 1.652  | 2,12  |
|                   | Democrazia Europea      | Democrazia Europea                    | Democrazia Europea      | 1.069  | 1,37  |
|                   | Paese Nuovo             | Paese Nuovo                           | Paese Nuovo             | 66     | 0,08  |
|                   | Abolizione scorporo     | Abolizione scorporo                   | Abolizione scorporo     | 50     | 0,06  |
| Totale            | Totale                  | Totale                                | Totale                  | 78.044 |       |

#### Risultati uninominale
|                               | Katia Bellillo ✔️ Eletto | L'Ulivo            | 42 247 | 54,43 |  |  |  |  |  |
|                               | Alfredo Santi            | Casa delle Libertà | 32 178 | 41,46 |  |  |  |  |  |
|                               | Luca Coscioni            | Lista Emma Bonino  | 3 190  | 4,11  |  |  |  |  |  |
| Totale                        | Totale                   | Totale             | 77 615 | 100   |  |  |  |  |  |
|                               |                          |                    |        |       |  |  |  |  |  |
| Fonte: Ministero dell'interno |                          |                    |        |       |  |  |  |  |  |